# Ulrich Gräf
Ulrich Gräf (15 de Dezembro de 1915 - 17 de Fevereiro de 1943) foi um comandante de U-Boot que serviu na Kriegsmarine durante a Segunda Guerra Mundial.